# Manzana

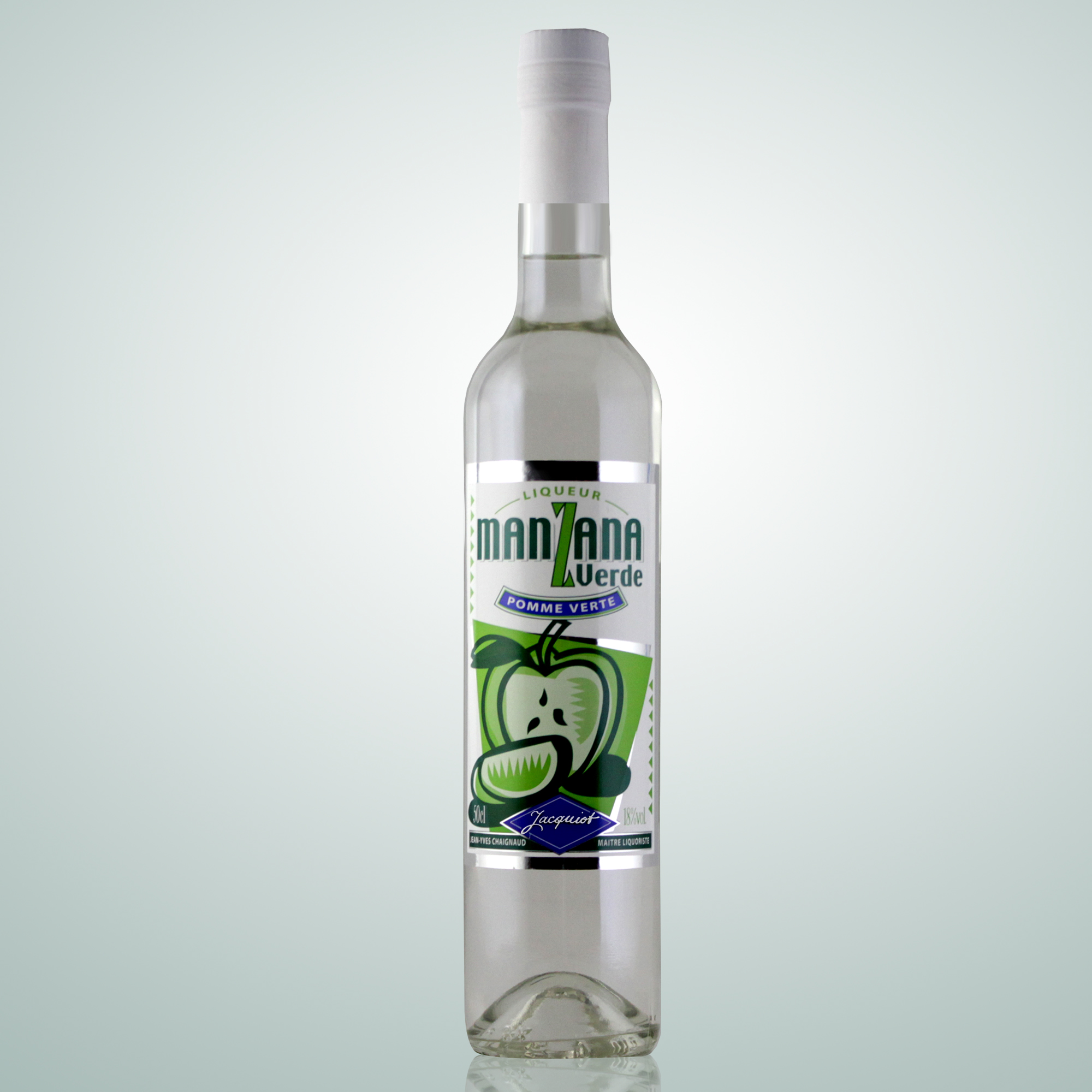
Manzana Verde

La manzana est une liqueur de pomme verte que l'on retrouve aussi sous le nom de manzanita ou encore manzana verde. Elle est originaire du Pays basque espagnol,. 
Le terme manzana signifie en espagnol « pomme », manzanita « petite pomme » et manzana verde « pomme verte ».
Elle contient généralement entre 15 et 20 % d'alcool.